# 格鲁派六大寺院
格鲁派六大寺院指：
- 拉萨三大寺
  - 甘丹寺
  - 哲蚌寺
  - 色拉寺
- 日喀则扎什伦布寺
- 甘南拉卜楞寺
- 青海塔尔寺

前四座大寺，在南印度卡纳塔克邦都有另一座同名寺院，是流亡藏人所建。